# Eduardo Morales Caso
Eduardo Morales Caso (La Habana; 10 de marzo de 1969) es un compositor cubano nacionalizado español.